# Saison 2012-2013 du Mans Football Club
Chronologie
Saison précédente Saison suivante
La saison 2012-2013 du Le Mans FC, club de football français, voit l'équipe évoluer en Ligue 2.

## Avant-saison
Après avoir terminé à la 17e place, le club entame sa 18e saison en Ligue 2 depuis sa création en 1985. Bien que le club ait assuré sa place sur le plan sportif, les finances inquiètent. Lors de la conférence de reprise, le président Henri Legarda annonce un budget réduit à 11 millions d'euros. Mais le 11 juillet 2012, la commission d'appel de la DNCG décide de la rétrogradation du club en National. Henri Legarda décide de faire appel de cette décision auprès du CNOSF. L'audition se déroule le 19 juillet, en compagnie du maire du Mans Jean-Claude Boulard qui « entend appuyer le soutien des Collectivités Territoriales à la démarche d’appel du club ». À la suite de cette audition, le CNOSF rend une proposition de conciliation favorable, ce qui conduit le club à repasser devant la DNCG le mercredi 25 juillet. Ayant apporté de nouvelles garanties financières, Le Mans FC est officiellement maintenu en Ligue 2 pour la saison 2012-2013,, à seulement deux jours de la reprise du championnat.
Face aux difficultés financières, le club enregistre de nombreux départs durant l'été. Le premier joueur à quitter le club est le latéral gauche algérien Brahim Boudebouda, qui résilie son contrat avec Le Mans FC le 12 juin. Il est suivi par un joueur en fin de contrat, Pierre Gibaud, qui s'engage avec le Red Star. Le club enregistre également les départs en fin de contrat de Didier Ovono, Idir Ouali et Fredrik Strømstad. L'attaquant nigérien Moussa Maazou quitte le club le 6 juillet pour rejoindre l'ES Sahel. Enfin, le milieu de terrain haïtien Jeff Louis s'engage avec l'AS Nancy-Lorraine, et le ghanéen Moussa Narry résilie son contrat. 
Le Mans FC ne compte encore aucune recrue pour le reprise du championnat face au RC Lens. Le club enregistre néanmoins quatre arrivées avant la clôture du marché des transferts le 4 septembre. Olivier Thomert, ancien joueur du club de 1999 à 2002, puis pendant six mois en 2010, est la première recrue sarthoise et signe un contrat d'un an. Le gardien emblématique de l'AS Saint-Étienne Jérémie Janot s'engage pour trois saisons avec Le Mans, qui enregistre ensuite les prêts d'Amara Baby et de Jean-Eudes Maurice.

### Transferts
| Nom                | Nationalité   | Transfert                | Provenance/Destination | Division               |
| Arrivées           | Arrivées      | Arrivées                 | Arrivées               | Arrivées               |
| ------------------ | ------------- | ------------------------ | ---------------------- | ---------------------- |
| Jérémie Janot      | France        | Transfert (libre)        | AS Saint-Étienne       | Ligue 1                |
| Olivier Thomert    | France        | Transfert (libre)        | -                      | -                      |
| Amara Baby         | France        | Prêt avec option d'achat | LB Châteauroux         | Ligue 2                |
| Jean-Eudes Maurice | Haïti         | Prêt sans option d'achat | Paris Saint-Germain    | Ligue 1                |
| Départs            |               |                          |                        |                        |
| Brahim Boudebouda  | Algérie       | Résiliation              | USM Alger              | Ligue 1                |
| Didier Ovono       | Gabon         | Fin de contrat           | -                      | -                      |
| Pierre Gibaud      | France        | Fin de contrat           | Red Star               | National               |
| Idir Ouali         | Algérie       | Fin de contrat           | Dynamo Dresden         | 2.Bundesliga           |
| Fredrik Strømstad  | Norvège       | Fin de contrat           | IK Start               | Adeccoligaen           |
| Kévin Vergerolle   | France        | Fin de contrat           | SO Châtellerault       | CFA 2                  |
| Moussa Maazou      | Niger         | Résiliation prêt         | ES Sahel               | Ligue I                |
| Sofiane Khedairia  | France        | Résiliation              | ES Sétif               | Ligue 1                |
| Jeff Louis         | Haïti         | Transfert                | AS Nancy-Lorraine      | Ligue 1                |
| Moussa Narry       | Ghana         | Résiliation              | Sharjah SC             | UAE Division 1 Group A |
| Fernando Henrique  | Brésil        | Résiliation              | Bnei Sakhnin           | Ligat HaAl             |
| Ali Bamba          | Côte d'Ivoire | Prêt avec option d'achat | FC Metz                | National               |

## Joueurs et club

### Encadrement technique
Denis Zanko est l'entraîneur de l'équipe première depuis sa nomination par le président Henri Legarda en décembre 2011. Il était auparavant directeur du centre de formation et entraîneur de l'équipe réserve depuis 2008. Alain Ravera le seconde au poste d'entraîneur adjoint. François Bommé est le nouvel entraîneur des gardiens après le départ d'Olivier Pédémas. D'autres personnes sont consacrées aux domaines physique et médical du groupe. Frédérik Taouss est le médecin du club tandis que Thierry Lemée en est le kinésithérapeute. Emmanuel Soulard est le préparateur physique, pour la deuxième saison consécutive.

### Sponsors et équipementier
L'équipementier du club est Macron. Les sponsors maillots du club sont : les marques « le Gaulois » (à domicile) et « Poulets de Loué » (à l'extérieur) de la société LDC spécialisée dans l'élevage et la commercialisation des volailles, la mutuelle d'assurance Groupama et l'enseigne Super U.

### Statistiques collectives
| Compétition       | Débute au tour | Termine    | Matches joués | Gagnés | Nuls | Perdus | Buts pour | Buts contre | Différence |
| ----------------- | -------------- | ---------- | ------------- | ------ | ---- | ------ | --------- | ----------- | ---------- |
| Ligue 2           | -              | 18e        | 38            | 11     | 7    | 20     | 39        | 62          | -23        |
| Coupe de France   | 7e tour        | 32e finale | 3             | 2      | 0    | 1      | 5         | 2           | +3         |
| Coupe de la Ligue | 1er tour       | 1er tour   | 1             | 0      | 0    | 1      | 0         | 0           | 0          |
| Total             | -              | -          | 42            | 13     | 7    | 22     | 44        | 64          | -20        |

## Les rencontres de la saison

### Matchs de préparation
L'équipe professionnelle fait sa reprise le 21 juin et dispute cinq matchs de préparation face à une sélection de joueurs libres de l'UNFP le 7 juillet, face au Stade lavallois le 11 juillet, face à l'US Créteil-Lusitanos le 14 juillet, face au Poiré-sur-Vie le 17 juillet et face à Niort le 20. Le bilan se solde par deux défaites et trois matchs nuls.
| Date                     | Adversaire           | Lieu       | Résultat | Buteurs pour Le Mans FC | Affluence |
| ------------------------ | -------------------- | ---------- | -------- | ----------------------- | --------- |
| samedi 7 juillet 2012    | UNFP                 | Bonnétable | 1-1      | Ekeng Ekeng 39e         | Rapport   |
| mercredi 11 juillet 2012 | Stade lavallois      | Évron      | 1-4      | Cissé 13e               | Rapport   |
| samedi 14 juillet 2012   | US Créteil-Lusitanos | Mamers     | 2-2      | Thomas, Cissé           | Rapport   |
| mardi 17 juillet 2012    | Le Poiré-sur-Vie VF  | La Flèche  | 0-3      |                         | Rapport   |
| vendredi 20 juillet 2012 | Chamois niortais     | Écommoy    | 1-1      | Doumbia 25e             | Rapport   |

### Championnat
La saison 2012-2013 de Ligue 2 est la soixante-quatorzième édition du championnat de France de football de seconde division et la onzième sous l'appellation « Ligue 2 ». La division oppose vingt clubs en une série de trente-huit rencontres. Les meilleurs de ce championnat sont promus en Ligue 1.
Les promus de la saison précédente, le SC Bastia, champion de Ligue 2 en 2011-2012, le Stade de Reims, qui retrouve l'élite du football français 33 ans après l'avoir quittée, et l'ES Troyes AC, sont remplacés par le SM Caen, le Dijon FCO et l'AJ Auxerre, qui quitte la première division 32 ans après avoir l'avoir intégrée. Les relégués de la saison précédente, le FC Metz, qui rejoint la troisième division pour la première fois de son histoire, l'US Boulogne CO et le Amiens SCF, sont remplacés par le Nîmes Olympique, champion de National en 2011-2012, les Chamois niortais et le GFC Ajaccio. À la fin de cette saison, le Mans FC est relégué en National(3e division) avec le CS Sedan (19e) et le GFCO Ajaccio (20e) malgré sa victoire 2-1 face à Lens devant plus 20 spectateurs
| Date         | No. | Adversaire       | Lieu | Résultat | Buteurs pour Le Mans FC            | Place | Affluence |
| 26 juillet   | 1   | RC Lens          | Ext. | 2 - 2    | Sylla 20e, Derouard 86e            | 7e    | 14 782    |
| 3 août       | 2   | Dijon FCO        | Dom. | 1 - 2    | Sylla 59e                          | 15e   | 5 460     |
| 10 août      | 3   | LB Châteauroux   | Ext. | 0 - 1    |                                    | 17e   | 3 813     |
| 20 août      | 4   | AJ Auxerre       | Dom. | 3 - 1    | Cissé 3e, Derouard 53e, Thomas 56e | 13e   | 6 455     |
| 27 août      | 5   | FC Nantes        | Ext. | 0 - 2    |                                    | 16e   | 18 085    |
| 31 août      | 6   | Clermont Foot    | Dom. | 3 - 1    | Cissé 21e 26e, Thomas 79e          | 12e   | 5 120     |
| 14 septembre | 7   | SM Caen          | Ext. | 0 - 2    | Kanté 45e, Sylla 81e               | 9e    | 9 211     |
| 21 septembre | 8   | Chamois niortais | Dom. | 2 - 2    | Thomas 57e (76)                    | 10e   | 5 602     |
| 28 septembre | 9   | Angers SCO       | Ext. | 4 - 0    |                                    | 11e   | 6 879     |
| 5 octobre    | 10  | CS Sedan         | Dom. | 1 - 0    | Kanté 42e                          | 7e    | 5 303     |
| 19 octobre   | 11  | Nîmes Olympique  | Ext. | 2 - 1    | Thomert 40e                        | 10e   | 4 630     |
| 26 octobre   | 12  | Stade lavallois  | Dom. | 2 - 0    | Kanté 9e, Mendes 10e               | 7e    | 7 002     |
| 2 novembre   | 13  | Tours FC         | Ext. | 2 - 0    |                                    | 10e   | 5 130     |
| 9 novembre   | 14  | FC Istres        | Ext. | 1 - 0    |                                    | 12e   | 1 927     |
| 23 novembre  | 15  | Guingamp         | Dom. | 0 - 2    |                                    | 14e   | 5 482     |
| 30 novembre  | 16  | AC Arles-Avignon | Ext. | 0 - 0    |                                    | 15e   | 2 017     |
| 11 décembre  | 17  | Gazélec Ajaccio  | Dom. | 1 - 0    | Thomas 23e                         | 12e   | 5 265     |
| 14 décembre  | 18  | Le Havre AC      | Ext. | 1 - 0    |                                    | 14e   | 7 779     |
| 22 décembre  | 19  | AS Monaco        | Dom. | 2 - 3    | Coulibaly 53e (csc), Sanson 67e    | 14e   | 8 576     |
| 11 janvier   | 20  | Dijon FCO        | Ext. | 3 - 0    |                                    | 15e   | 7 779     |
| 18 janvier   | 21  | LB Châteauroux   | Dom. | 2 - 0    | Sido 7e, Cissé 49e                 | 13e   | 4 128     |
| 25 janvier   | 22  | AJ Auxerre       | Ext. | 1 - 1    | Maeyens 90e (csc)                  | 12e   | 4 663     |
| 2 février    | 23  | FC Nantes        | Dom. | 0 - 3    |                                    | 15e   | 9 211     |
| 8 février    | 24  | Clermont FA      | Ext. | 1 - 1    | Mendes 52e                         | 15e   | 2 954     |
| 15 février   | 25  | SM Caen          | Dom. | 1 - 1    | Sanson 35e                         | 16e   | 6 364     |
| 22 février   | 26  | Chamois niortais | Ext. | 2 - 3    | Sanson 50e, Thomas 63e, Zhang 80e  | 14e   | 4 045     |
| 1er mars     | 27  | SCO Angers       | Dom. | 0 - 2    |                                    | 14e   | 7 367     |
| 8 mars       | 28  | CS Sedan         | Ext. | 2 - 1    | Sido 86e                           | 17e   | 4 860     |
| 15 mars      | 29  | Nîmes Olympique  | Dom. | 0 - 3    |                                    | 18e   | 11 980    |
| 29 mars      | 30  | Stade lavallois  | Ext. | 2 - 1    | Omrani 37e                         | 18e   | 5 197     |
| 5 avril      | 31  | Tours FC         | Dom. | 1 - 0    | Mendes 83e                         | 18e   | 7 537     |
| 12 avril     | 32  | FC Istres        | Dom. | 1 - 2    | Thomert 36e                        | 18e   | 6 624     |
| 19 avril     | 33  | EA Guingamp      | Ext. | 6 - 1    | Sylla 67e                          | 18e   | 11 519    |
| 26 avril     | 34  | AC Arles-Avignon | Dom. | 0 - 0    |                                    | 18e   | 6 355     |
| 3 mai        | 35  | Gazélec Ajaccio  | Ext. | 1 - 3    | Landel 20e, Cissé 32e, Thomas 45e  | 16e   | 1 118     |
| 10 mai       | 36  | Le Havre AC      | Dom. | 0 - 4    |                                    | 17e   | 12 310    |
| 17 mai       | 37  | AS Monaco        | Ext. | 2 - 1    | Sylla 84e                          | 18e   | 8 058     |
| 24 mai       | 38  | RC Lens          | Dom. | 2 - 1    | Baby 7e, Thomas 14e                | 18e   | 21 373    |

### Coupe de France
La coupe de France 2012-2013 est la 96e édition de la coupe de France, une compétition à élimination directe mettant aux prises les clubs de football amateurs et professionnels à travers la France métropolitaine et les DOM-TOM. Elle est organisée par la FFF et ses ligues régionales.
| Date             | Tour          | Adversaire        | Lieu | Résultat | Buteurs pour Le Mans FC            | Affluence | Diffuseur |
| ---------------- | ------------- | ----------------- | ---- | -------- | ---------------------------------- | --------- | --------- |
| 17 novembre 2012 | 7e tour       | FCM Aubervilliers | Ext. | 0 - 3    | Mendes 25e, Derouard 71e, Baby 84e | 800       |           |
| 8 décembre 2012  | 8e tour       | Évreux FC 27      | Ext. | 0 - 1    | Mendes 45e                         |           |           |
| 5 janvier 2013   | 32e de finale | Le Poiré-sur-Vie  | Dom. | 1 - 2    | Kanté 44e                          | 6374      |           |

### Coupe de la ligue
La Coupe de la Ligue 2012-2013 est la 19e édition de la Coupe de la Ligue, compétition à élimination directe organisée par la Ligue de football professionnel (LFP) depuis 1994, qui rassemble uniquement les clubs professionnels de Ligue 1, Ligue 2 et National. Le club est sorti dès le 1er tour par le Stade lavallois en s'inclinant aux tirs au but. 
| Date              | Tour | Adversaire      | Lieu | Résultat           | Buteurs pour Le Mans FC | Affluence | Diffuseur |
| ----------------- | ---- | --------------- | ---- | ------------------ | ----------------------- | --------- | --------- |
| mardi 7 août 2012 | 1er  | Stade lavallois | Ext. | 0 - 0 (5-4 t.a.b.) |                         | 3604      |           |

### Équipementiers et sponsors
L'équipementier du Mans FC est, pour cette saison, l'italien Macron[réf. nécessaire].
Les sponsors Sarthois "poulet de Loué" et "Le Gaulois couvre les maillots du club

## Affluence et couverture médiatique

### Affluence
Affluence du Mans FC à domicile

## Autres équipes
L'équipe féminine du Mans joue la montée en première division.

### Feuilles de matchs
1. ↑  « Feuille de match Lens-Le Mans », sur lfp.fr, LFP, 28 juillet 2012
2. ↑  « Feuille de match Le Mans-Dijon », sur lfp.fr, LFP, 3 août 2012
3. ↑  « Feuille de match Châteauroux-Le Mans », sur lfp.fr, LFP, 10 août 2012
4. ↑  « Feuille de match Le Mans-Auxerre », sur lfp.fr, LFP, 20 août 2012
5. ↑  « Feuille de match Nantes-Le Mans », sur lfp.fr, LFP, 27 août 2012
6. ↑  « Feuille de match Le Mans-Clermont », sur lfp.fr, LFP, 31 août 2012
7. ↑  « Feuille de match Caen-Le Mans », sur lfp.fr, LFP, 14 septembre 2012
8. ↑  « Feuille de match Le Mans-Niort », sur lfp.fr, LFP, 21 septembre 2012
9. ↑  « Feuille de match Angers-Le Mans », sur lfp.fr, LFP, 28 septembre 2012
10. ↑  « Feuille de match Le Mans-Sedan », sur lfp.fr, LFP, 5 octobre 2012
11. ↑  « Feuille de match Nîmes-Le Mans », sur lfp.fr, LFP, 19 octobre 2012
12. ↑  « Feuille de match Le Mans-Laval », sur lfp.fr, LFP, 26 octobre 2012
13. ↑  « Feuille de match Tours-Le Mans », sur lfp.fr, LFP, 2 novembre 2012
14. ↑  « Feuille de match Istres-Le Mans », sur lfp.fr, LFP, 9 novembre 2012
15. ↑  « Feuille de match Le Mans-Guingamp », sur lfp.fr, LFP, 23 novembre 2012
16. ↑  « Feuille de match Arles-Avignon-Le Mans », sur lfp.fr, LFP, 30 novembre 2012
17. ↑  « Feuille de match Le Mans-Gazélec Ajaccio », sur lfp.fr, LFP, 11 décembre 2012
18. ↑  « Feuille de match Le Havre-Le Mans », sur lfp.fr, LFP, 14 décembre 2012
19. ↑  « Feuille de match Le Mans-AS Monaco », sur lfp.fr, LFP, 22 décembre 2012
20. ↑  « Feuille de match Dijon-Le Mans », sur lfp.fr, LFP, 11 janvier 2013
21. ↑  « Feuille de match Le Mans-Châteauroux », sur lfp.fr, LFP, 18 janvier 2013
22. ↑  « Feuille de match Auxerre-Le Mans », sur lfp.fr, LFP, 25 janvier 2013
23. ↑  « Feuille de match Le Mans-Nantes », sur lfp.fr, LFP, 2 février 2013
24. ↑  « Feuille de match Clermont-Le Mans », sur lfp.fr, LFP, 8 février 2013
25. ↑  « Feuille de match Le Mans-Caen », sur lfp.fr, LFP, 15 février 2013
26. ↑  « Feuille de match Clermont-Le Mans », sur lfp.fr, LFP, 22 février 2013
27. ↑  « Feuille de match Le Mans-Angers », sur lfp.fr, LFP, 1er mars 2013
28. ↑  « Feuille de match Sedan-Le Mans », sur lfp.fr, LFP, 8 mars 2013
29. ↑  « Feuille de match Le Mans-Angers », sur lfp.fr, LFP, 15 mars 2013
30. ↑  « Feuille de match Laval-Le Mans », sur lfp.fr, LFP, 29 mars 2013
31. ↑  « Feuille de match Le Mans-Tours », sur lfp.fr, LFP, 5 avril 2013
32. ↑  « Feuille de match Le Mans-Istres », sur lfp.fr, LFP, 12 avril 2013
33. ↑  « Feuille de match Guingamp-Le Mans », sur lfp.fr, LFP, 19 avril 2013
34. ↑  « Feuille de match Le Mans-Arles-Avignon », sur lfp.fr, LFP, 26 avril 2013
35. ↑  « Feuille de match GFC Ajaccio-Le Mans », sur lfp.fr, LFP, 3 mai 2013
36. ↑  « Feuille de match Le Mans-Le Havre », sur lfp.fr, LFP, 10 mai 2013
37. ↑  « Feuille de match Monaco-Le Mans », sur lfp.fr, LFP, 17 mai 2013
38. ↑  « Feuille de match Le Mans-Lens », sur lfp.fr, LFP, 24 mai 2013
39. ↑  « Feuille de match Laval-Le Mans », sur lfp.fr, LFP, 7 août 2012